# مارتین کلی
مارتین کلی (به انگلیسی: Martin Kelly) (زاده ۲۷ آوریل ۱۹۹۰) بازیکن فوتبال اهل کشور انگلستان است.
وی سابقه ۱ بازی ملی برای تیم ملی فوتبال انگلستان در کارنامه دارد، همچنین پست تخصصی او مدافع است.